# سيسيل ووماك
سيسيل ووماك (بالإنجليزية: Cecil Womack)‏ هو مغن مؤلف وكاتب أغاني أمريكي، ولد في 25 سبتمبر 1947 في كليفلاند في الولايات المتحدة، وتوفي في 1 فبراير 2013 في جنوب أفريقيا.

## وصلات خارجية
- سيسيل ووماك على موقع IMDb (الإنجليزية)
- سيسيل ووماك على موقع ميوزك برينز (الإنجليزية)
- سيسيل ووماك على موقع ديسكوغز (الإنجليزية)
- سيسيل ووماك على موقع ديسكوغز (الإنجليزية)
- سيسيل ووماك على موقع ديسكوغز (الإنجليزية)